# إمارة آل مهنا
إمارة آل مهنا هي قبيلة قرشية من بني هاشم حكمت المدينة المنورة ستة قرون، ابتداء من 463 هـ الموافق 1071 من نسل الحسين بن علي بن أبي طالب، تعرف اليوم بالأشراف ذوي جماز حيث أن لقب آل مهنا لقب قديم لهذا البيت الحسيني العلوي. هذه الإمارة تختلف عن إمارة آل مهنا الطائيين اللذين كانوا أمراء لقبيلة طيئ واللتي تحدث عنها تاج الدين ابن الساعي صاحب تاريخ الخلفاء العباسيين.

## نسب آل مهنا
تجمع المصادر المختلفة على أن نسب مهنا الذي تنسب له الإمارة هو: مهنا الأصغر بن حسين بن مهنا الأكبر بن داود بن القاسم بن عبيد الله بن طاهر بن يحيى بن الحسن بن جعفر بن عبيد الله بن الحسين الأصغر بن علي زين العابدين بن الحسين بن علي بن أبي طالب بن عبدالمطلب بن هاشم.

## النشأة
إمارة بنو حسين في المدينة المنورة استقرت في ذرية زين العابدين علي بن الحسين بن علي بن أبي طالب قبل تولي آل مهنا، وذلك أيام خلافة يزيد بن معاوية، فكانت الرئاسة في المدينة ما بين بني حسين وبني جعفر بن أبي طالب، ثم غلب بنو حسين بني جعفر وأخرجوهم من المدينة فسكنوا ما بين مكة والمدينة، إلى أن أجلتهم قبيلة حرب. بعد أن استقرت الإمارة في ذرية مهنا الأصغر، كان هناك تنافس ما بين قسمين من ذريته: الهواشم نسبة إلى هاشم بن قاسم بن مهنا الأصغر، والجمامزة نسبة إلى الأمير جماز بن قاسم بن مهنا الأصغر، إلى أن انحصرت الإمارة في الجمامزة. وكان أول أمير يتقلد منصب الإمارة في أسرة آل مهنا هو أبو عمارة شهاب الدين الحسين بن مهنا الأكبر حمزة بن داود.

## العلاقات السياسية
علاقات آل مهنا السياسية كانت تركز على توثيق علاقتهم بالحكام في الدول الإسلامية الكبرى، وهي السياسة التي اتبعها بني حسين منذ نشأة الإمارة، حيث كانت لبني حسين علاقات وثيقة بالحكام خاصة في مصر والشام، وعلى ما يبدو هذه السياسة تفرضها أهمية بلاد الحرمين الدينية وشح الموارد الاقتصادية المحلية، وكانت علاقات آل مهنا السياسية مميزة حتى مع حكام الدول الإسلامية البعيدة في الهند وبلاد فارس وغيرها من أرجاء العالم الإسلامي، وكانت وفود بني حسين لا تنقطع عن دول العالم الإسلامي المختلفة وبعضهم حصل على إقطاعات في العراق والهند. كان المهاينة في الغالب ينجحون في تكوين علاقات متوازنة مع القوى الإقليمية، فكانت لهم علاقات مع المغول والمماليك، وحتى عندما انظمّت الحجاز إلى الدولة العثمانية احتفظوا بعلاقات قوية بالدولة الصفوية العدو اللدود للعثمانيين، وكانوا يحصلون منهم على إقطاعات كبيرة في فارس.
أما علاقة المهاينة بالقوى المحلية فكان هناك صراع دائم مع حكام مكة آل الجون، إلى أن أصبحت المدينة المنورة تتبع حكام مكة. وكان المهاينة حريصين على توثيق علاقتهم بالبادية، ليس فقط في الحجاز بل حتى في نجد، فصاهر آل مهنا قبائل البادية منذ وقت مبكر، ونزلوا تدريجياً معهم حتى أنهم كانوا في القرن الحادي عشر الهجري ينزلون جميعاً في البادية إلا من يتولى الإمارة، وكانت قبائل البادية تتدخل في الشئون الداخلية للإمارة.

## الحياة العلمية
من أهم أسباب استمرار حكم آل مهنا للمنطقة اهتمامهم بالجانب العلمي، فلقد شهدت المدينة المنورة ازدهاراً علمياً كبيراً، باستثناء بداية حكمهم في القرن السادس وحتى نهاية القرن السابع الهجري عندما كان القضاة وإمامة الحرم منحصرة في أسرتي آل نميلة والقيشاني، حيث شهدت المدينة المنورة تنوعاً فقهياً، فكان هناك فقهاء من جميع المذاهب، ومما يدل على ازدهار الحياة العلمية أصدر العلماء الذين سكنوا المدينة مؤلفات اعتبر بعضها من أهم كتب التراث الإسلامي، وأول ما يبرز في تاريخ المدينة الإنتاج العلمي للعالم الشهير الفيروز أبادي، ويعتبر كتابه القاموس المحيط من أهم كتب التراث الإسلامي، أيضاً هناك ابن فرحون من علماء المغرب المشهورين الذين سكنوا في المدينة، والعالم الكبير السمهودي الذي مشى على خطوات الفيروز أبادي، وألف 38 عنوانًا، وهناك السخاوي صاحب كتاب الضوء اللامع، ولقد لعب هؤلاء العلماء دوراً أيضاً في نشر مذاهبهم في الجزيرة العربية ولم ينحصر دورهم في المدينة المنورة، فقد كان على سبيل المثال ابن جبر يطلب من السمهودي أن يرسل معه العلماء إلى الأحساء. ولا يعبّر ذلك عن حياة علمية نشطة في الحجاز بشكل عام، فقد شهدت الحياة العلمية في مكة المكرمة، حالة من الركود إلى القرن التاسع الهجري، وانحصر الإنتاج العلمي في مكة المكرمة في الغالب على العلماء المحليين.

## في العهد العثماني
أصبحت إمارة آل مهنا في العصر العثماني شرفية، وباتت السلطة الفعلية بيد أقرباء شريف مكة، وشيخ الحرم ورئيس الحامية العسكرية والقضاة، وكان أمراء آل مهنا يتبعون أمير مكة في العهد العثماني ولكن ذلك لا يعني أنهم فقدوا نفوذهم السياسي، وكان الأمير ميزان بن علي النعيري الحسيني أمير المدينة المنورة من المقربين من أمير الحجاز الحسين بن أبي رميثة، وكان أشراف مكة يرسلون أمراء المدينة ممثلين عنهم إلى سلاطين بني عثمان. وكانوا يتدخلون في خلافات أشراف مكة ويقفون مع طرف ضد الآخر، كما وقف الأمير صالح بن حماد مع الشريف زيد عندما حاول سنجق جدة ومعه عبد العزيز أبي نمي أخذ مكة.

## سقوط الإمارة
يُعد تاريخ سقوط إمارة المهاينة في المدينة المنورة محل جدل بين الباحثين المعاصرين، خاصة بعد وفاة مؤرخ المدينة ابن شدقم الحسيني المدني في القرن الحادي عشر الهجري مؤلف كتاب الرَّوضُ المِعْطار في تشجير تُحفةِ الأزْهار في أنساب السّادة الحُسينيّين، فلا يعرف هل استمرت بيد فرع آل نعير من المهاينة الذين يعرفون بالنعيري، أو انتقلت إلى فرع آخر من آل مهنا أو سقطت. أهم مصدر لتاريخ المدينة وخاصة أنساب الأسر في القرن الثاني عشر هو كتاب تحفة المحبين للأنصاري، الذي لم يتطرق لنسب وتاريخ آل مهنا واكتفى بإشارات بسيطة، ويبدو أن العثمانيين أبعدوا آل مهنا وبني حسين بشكل عام عن السلطة في النصف الأول من القرن الثاني عشر الهجري، حيث أصبح شيخ الحرم المعين من قبل السلطة العثمانية يتولى أيضاً إمارة المدينة، كما حدث لشاهين أحمد أغا الذي كان أميراً سنة 1114 هـ، إلا أن الصدمات التي تسبب بها المعينون من قبل الدولة العثمانية جعلتهم على ما يبدو يضطرون لإعادة الإمارة لبني حسين، فقد نقل عن وثائق محكمة المدينة أسماء بعض أمراء المدينة، كالسيد محمد بن سلطان سنة 1133 هـ، والسيد عبد العزيز بن لاحم بتاريخ 1144 هـ، والسيد أحمد بن سلطان بتاريخ 1187 هـ.

## حكام الإمارة
| الإسـم                                         | فترة حكمه     | ملاحظــات                   |
| ---------------------------------------------- | ------------- | --------------------------- |
| شهاب الدين الحسين بن مهنا الأكبر               | 1071 م-1077 م | استقل بالمدينة من أمير مكة  |
| مخيط العلوي                                    | 1077 م-1099م  |                             |
| منصور بن عمارة بن مهنا الأكبر                  | 1099 م-1102 م |                             |
| مهنا بن منصور بن عمارة بن مهنا الأكبر          | 1102 م-1113 م |                             |
| الأعرج مهنا بن الحسين بن مهنا الأكبر           |               |                             |
| الحسين بن الأعرج مهنا بن الحسين                | -1163 م       |                             |
| أبو فليته عز الدين القاسم بن مهنا بن الحسين    | 1163 م-1187 م |                             |
| سالم بن القاسم بن مهنا بن الحسين               | 1187 م-1215 م |                             |
| أبو شيحة هاشم بن القاسم                        |               |                             |
| شيحة بن هاشم بن القاسم                         |               |                             |
| عيسى بن شيحة بن هاشم                           | 1248 م-       |                             |
| أبو السند جماز بن شيحة بن هاشم                 | -1256 م       |                             |
| منيف بن شيحة بن هاشم بن قاسم                   | 1256 م-1259 م |                             |
| جماز بن شيحة بن هاشم بن القاسم                 | 1259 م-1268 م |                             |
| مالك بن منيف بن شيحة بن هاشم بن القاسم         | 1268 م-1268 م |                             |
| جماز بن شيحة بن هاشم بن القاسم                 | 1268 م-1301 م |                             |
| منصور بن جماز بن شيحة                          | 1301 م-1325 م | قُتل                         |
| ماجد بن مقبل بن جماز بن شيحة                   | 1317 م-1317 م |                             |
| كبيش بن منصور بن جماز بن شيحة                  | 1325 م-1328 م | قُتل                         |
| طفيل بن منصور بن جماز بن شيحة                  | 1328 م-1336 م |                             |
| أبو مزروع ودي بن جماز بن شيحة                  | 1336 م-1342 م |                             |
| طفيل بن منصور بن جماز بن شيحة                  | 1342 م-1349 م |                             |
| سعد بن ثابت بن جماز بن شيحة                    | 1349 م-1351 م |                             |
| الفاضل بن قاسم                                 | 1351 م-1352 م | قُتل                         |
| مانع بن عطية بن منصور بن جماز بن شيحة          | 1352 م-1358 م |                             |
| جماز بن منصور                                  | 1358 م-1358 م |                             |
| مانع بن علي بن جماز                            | 1358 م-1358 م | دامت ولايته 8 أشهر          |
| جماز بن منصور بن جماز بن شيحة                  | 1358 م-1359 م | قُتل                         |
| عطية بن منصور بن جماز بن شيحة                  | 1359 م-1372 م |                             |
| هبة بن جماز بن منصور                           | 1372 م-1380 م |                             |
| عطية بن منصور بن جماز بن شيحة                  | 1380 م-1381 م |                             |
| جماز بن هبة بن جماز بن منصور                   | 1381 م-       | عينه السلطان المملوكي برقوق |
| محمد بن عطية                                   | -1387 م       |                             |
| ثابت بن نعير بن جماز بن منصور بن جماز          | 1387 م-1406 م |                             |
| جماز بن هبة بن جماز بن منصو                    | 1406 م-1408 م |                             |
| عجلان بن نعير بن جماز بن منصور بن جماز بن شيحة | 1408 م-1409 م |                             |
| سليمان بن هبة بن جماز بن منصور                 | 1409 م-       |                             |
| غرير بن هيازع                                  | -13016 م      |                             |
| عجلان بن نعير بن جماز بن منصور بن جماز بن شيحة | 1416 م-1418 م |                             |
| غرير بن هيازع                                  | 1418 م-1421 م |                             |
| عجلان بن نعير بن جماز بن منصور بن جماز بن شيحة | 1421 م-1426 م |                             |
| خشرم بن درغام                                  | 1426 م-       |                             |
| زبيري بن قيس                                   | -1452 م       |                             |
| زهير بن سليمان بن هبة بن جماز بن منصور         | 1452 م-1465 م |                             |
| ضيغم بن خشرم بن نجاد بن ثابت بن نعير بن منصور  | 1465 م-1466 م | عزل بعد أشهر                |
| زهير بن سليمان بن هبة بن جماز بن منصور         | 1466 م-1470 م | مرة ثانية                   |
| ضيغم بن خشرم بن نجاد بن ثابت بن نعير بن منصور  | 1470 م-1478 م |                             |
| قسيطل بن زهير بن سليمان                        | 1478 م-1482 م |                             |
| زبيري بن قيس النعيري                           | 1482 م-1482 م | توفي بعد شهرين من ولايته    |
| الحسن بن زبيري                                 | 1482 م-1496 م |                             |
| فارس بن شامان الحسيني                          | 1496 م-1510 م | من قبل شريف مكة بركات       |
| مانع بن زبيري                                  | 1513 م-       |                             |
| حسين بن زهير                                   | 1689 م-       |                             |